# Felix Manthey
Felix Manthey (Berlino-Britz, 24 ottobre 1898 – Charlottenburg, 8 ottobre 1971) è stato un ciclista su strada tedesco.
Professionista dal 1920 al 1930, vinse i Campionati tedeschi nl 1928, partecipò alla prima edizione dei Campionati del mondo nel 1927 dove si classificò undicesimo.

## Carriera
Passato professionista nel 1920, fu subito terzo nel campionato nazionale, mentre l'anno successivo ottenne altri buoni piazzamenti, con un secondo nella Rund um Köln, nella Berlino-Leipzig-Berlino e nella Bayrische Rundfahrt e un terzo nella seconda tappa della Monaco-Berlino.
Nel 1922 vinse il Bayrische Rundfahrt e ottenne altri piazzamenti, come il secondo posto nella Monaco-Zurigo, il sesto nella Rund um Köln e il nono nel campionato nazionale. Prese parte anche al Deutschland Tour, dove fu settimo nella classifica finale e dove sfiorò la vittoria arrivando terzo nella quarta tappa.
Fra il 1923 e il 1924 non riuscì a raggiungere gli stessi risultati delle stagioni precedenti e ottenne un solo piazzamenti nel campionato nazionale, ottavo nel 1923 e quarto nel 1924.
Tornò a vincere nel 1925, imponendosi nella Bera-Ginavra, e fra i vari piazzamenti vi fu il terzo posto nella Rund um Spessart und Rhon e il nono nella Berlino-Cottbus-Berlino. Partecipò anche al Giro di Lombardia dove finì diciassettesimo. Nel 1926 fu quarto nel Campionato di Zurigo.
Nel 1927 ottenne numerosi piazzamenti, fu terzo nel Campionato di Zurigo e nono nella Milano-Sanremo, partecipò anche alla Parigi-Tours dove chiuse trentaseiesimo. I risultati gli permisero di essere convocato per i mondiali di ciclismo che venivano organizzati per la prima volta proprio in Germania nel circuito del Nürburgring. Ad imporsu fu l'Italia, che vinse il titolo con Alfredo Binda e riempì tutti i gradini del podio, portando cinque atleti nei primi dieci classificati. Manthey chiuse il mondiale all'undicesimo posto battuto nella volata a due con il connazionale Herbert Nebe e preceduto anche dall'altro tedesco Bruno Wolke che era invece giunto quinto.
Nel 1928 fu secondo nel Rund um die Hainleite e sesto nella Berlino-Cottbus-Berlino; soprattutto però riuscì a vincere il campionato nazionale precedendo nell'ordine proprio Nebe e Wolke.
Nel 1930, l'ultimo anno di corse, fu terzo nella Berlino-Cottbus-Berlino e quinto nella classifica generale Giro di Germania dove gli sfuggì per poco la vittoria di tappa, fu infatti secondo nella seconda tappa. Partecipò anche al Tour de France dove chiuse ventiduesimo.

## Palmarès
- 1922

Bayerische Rundfahrt
- 1925

Berna-Ginevra
- 1928

Campionati tedeschi, Prova in linea

## Piazzamenti

### Grandi Giri
- Tour de France

1930: 22º

### Classiche monumento
- Milano-Sanremo

1927: 14ª
- Giro di Lombardia

1925: 17º

### Competizioni mondiali
- Campionati del mondo

Nurburgring 1927 - In linea: 11º